# Řepov
Řepov je obec v okrese Mladá Boleslav ve Středočeském kraji. Rozkládá se zhruba 1,5 km východně od Mladé Boleslavi a jeden kilometr západně od Kolomut. Žije zde 790 obyvatel.

## Historie
Rozsáhlé archeologické nálezy potvrdily v katastru obce existenci keltského sídliště, obývaného patrně od 4. do 1. století před naším letopočtem. Některé bronzové nádoby ukázaly na vztahy zdejších Keltů se Římany.  Lokalita ležela v severní části obce, kterou prochází žlutá turistická značka od Mladé Boleslavi ke Kolomutům a dále k rozcestí s modrou od Mladé Boleslavi k Domousnici.
Dvorec toho jména je zaznamenán už v Müllerově mapě Čech z roku 1520, první písemná zmínka o něm a o jeho ovčinci pochází z roku 1790 a první zmínka o celé obci, rozkládající se po obou stranách Klášterního potoka, je až z roku 1834.

## Obyvatelstvo
| Rok            | 1869 | 1880 | 1890 | 1900 | 1910 | 1921 | 1930 | 1950 | 1961 | 1970 | 1980 | 1991 | 2001 | 2011 | 2021 |
| -------------- | ---- | ---- | ---- | ---- | ---- | ---- | ---- | ---- | ---- | ---- | ---- | ---- | ---- | ---- | ---- |
| Počet obyvatel | 192  | 204  | 227  | 437  | 489  | 534  | 615  | 497  | 528  | 503  | 528  | 545  | 552  | 704  | 768  |
| Počet domů     | 32   | 35   | 41   | 51   | 69   | 87   | 115  | 134  | 128  | 130  | 136  | 165  | 173  | 210  | 223  |

## Obecní správa

### Územněsprávní začlenění
Dějiny územněsprávního začleňování zahrnují období od roku 1850 do současnosti. V chronologickém přehledu je uvedena územně administrativní příslušnost obce v roce, kdy ke změně došlo:
- 1850 země česká, kraj Jičín, politický i soudní okres Mladá Boleslav[8]
- 1855 země česká, kraj Mladá Boleslav, soudní okres Mladá Boleslav[8]
- 1868 země česká, politický i soudní okres Mladá Boleslav[8]
- 1880 země česká, politický i soudní okres Mladá Boleslav, obec Jemníky[9]
- 1921 země česká, politický i soudní okres Mladá Boleslav[9]
- 1939 země česká, Oberlandrat Jičín, politický i soudní okres Mladá Boleslav[10]
- 1942 země česká, Oberlandrat Praha, politický i soudní okres Mladá Boleslav[11]
- 1945 země česká, správní i soudní okres Mladá Boleslav[12]
- 1949 Pražský kraj, okres Mladá Boleslav[13]
- 1960 Středočeský kraj, okres Mladá Boleslav[14]

### Obecní symboly
Znak a vlajka byly obci uděleny rozhodnutím předsedy Poslanecké sněmovny Parlamentu České republiky dne 30. listopadu 2007.

## Společnost
Ve vsi Řepov s 615 obyvateli v roce 1932 byly evidovány tyto živnosti a obchody: cihelna, holič, 2 hostince, kolář, kovář, krejčí, obuvník, 4 rolníci, 3 obchody se smíšeným zbožím, 2 trafiky, rolnické družstvo na uzenářské zboží.

## Doprava
Silniční doprava
- Okolo obce probíhá silnice I/16 Mělník - Mladá Boleslav - Řepov - Jičín - Trutnov. Ve vzdálenosti 1,5 km lze najet na dálnici D10 Praha - Mladá Boleslav - Turnov na exitu 44.

Železniční doprava
- Obec Řepov leží na železniční trati 064 Mladá Boleslav - Dolní Bousov - Stará Paka. Jedná se o jednokolejnou regionální trať, doprava byla na trati zahájena roku 1905. Přepravní zatížení tratě 064 mezi Mladou Boleslaví a Dolním Bousovem činilo v pracovních dnech roku 2011 obousměrně 14 osobních vlaků.[17] Na území obce leží železniční zastávka Řepov.

Autobusová doprava
- V obci měly zastávku v červnu 2011 autobusové linky jedoucí do těchto cílů: Dobrovice, Hořice, Jičín, Kněžmost, Kopidlno, Lázně Bělohrad, Libáň, Mladá Boleslav, Praha, Sobotka.[18]

## Pamětihodnosti

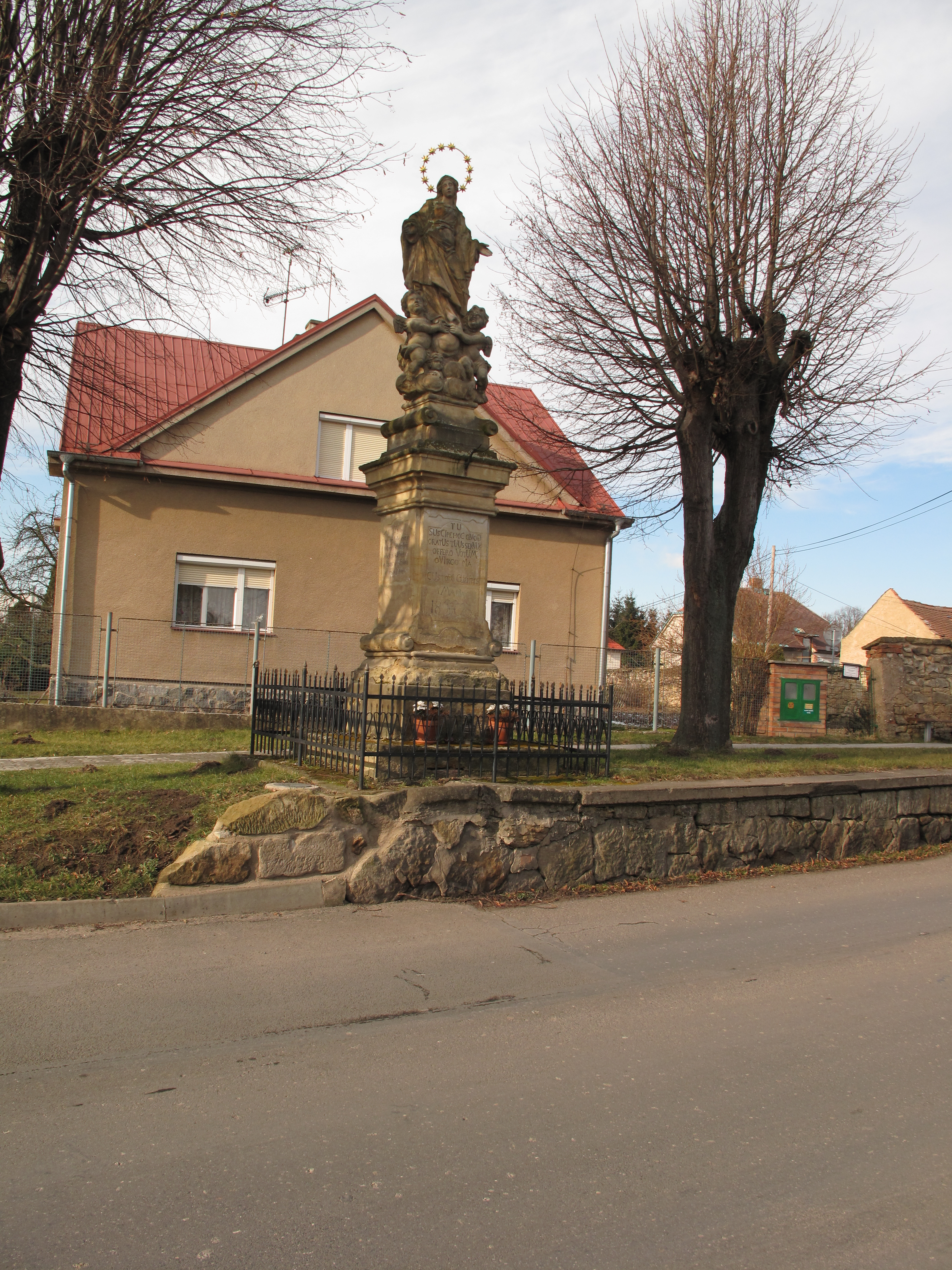
Socha Panny Marie

- Socha Panny Marie Neposkvrněného početí - stojící na oblaku se dvěma andílky (v severní části vesnice); barokní pískovcová plastika z roku 1758, na soklu rytý latinský nápisː TU / SUSCIPE HOC QVOD / GRATUS TUUS SERVUS / OFFERO VOTUM / O VIRGO PIA // CUSTODI CLIENTES / MARIA // s letopočtem v chronogramu. Pod ním nápisy o opravách z let 1781 a 1823. Od roku 1958 je chráněna jako kulturní památka [19]

## Slavní rodáci
- Josef Macek (1922–1991) – historik a politik